# Pixel link
Il pixel link (letteralmente collegamento di pixel) è un gioco di logica proveniente dal Giappone e divenuto popolare sulla scia del sudoku.
Consiste in uno schema rettangolare formato da numerose caselle quadrate: di queste, alcune recano un numero maggiore o uguale a 1. Il solutore deve unire le caselle che recano lo stesso numero mediante un link, ovvero, partendo da uno dei quadratini, deve muoversi orizzontalmente o verticalmente fino a raggiungere l'altra casella. Il numero di quadratini che formano il link (contando anche quelli di partenza e di arrivo) deve essere uguale a quello riportato sulle caselle iniziali e finali (p. es., due quadratini che riportano il numero 5 vanno uniti con un link di cinque caselle, contando anche quelle con la scritta "5"). Le caselle che formano il link vanno poi annerite. I link non possono mai incrociarsi.
Le caselle che riportano il numero 1 vanno annerite senza essere collegate ad altre.
Alla fine, alcuni quadratini saranno anneriti ed altri no: in tal modo all'interno dello schema, se completamente risolto, apparirà un'immagine. La soluzione è univoca.